# Ливония-авеню (линия Канарси, Би-эм-ти)
|   |   |   |   |
| · | · | · | · |

|   |   |   |   |
| · | · | · | · |

«Ливония-авеню» (англ. Livonia Avenue) — станция Нью-Йоркского метрополитена, расположенная на линии Канарси, Би-эм-ти. Станция находится в Бруклине, в округе Ист-Нью-Йорк, на пересечении Ливония-авеню и Ван-Синдерен-авеню. На станции останавливается маршрут L (круглосуточно).
Станция расположена под линией Нью-Лотс, которая проходит перпендикулярно и на которой одним кварталом западнее находится станция Джуниус-стрит. Между станциями имеется пешеходный мост, однако он расположен снаружи от турникетов обеих станций, бесплатный переход между станциями с апреля 2020 года доступен для оплачивающих проезд при помощи пластиковой карты MetroCard или бесконтактной карты OMNY. Запланировано создание перехода между этими станциями и приспособление пересадочного узла к нуждам пассажиров с ограниченными возможностями, что связано с намечаемым жилищным строительством в этом районе и с ожидаемым увеличением пассажиропотока.
К югу от станции от пути южного направления ответвляется путь, идущий в мастерские «Линден-Шопс», где ремонтируются стрелки и прочее рельсовое оборудование. Ведущий туда путь не электрифицирован.

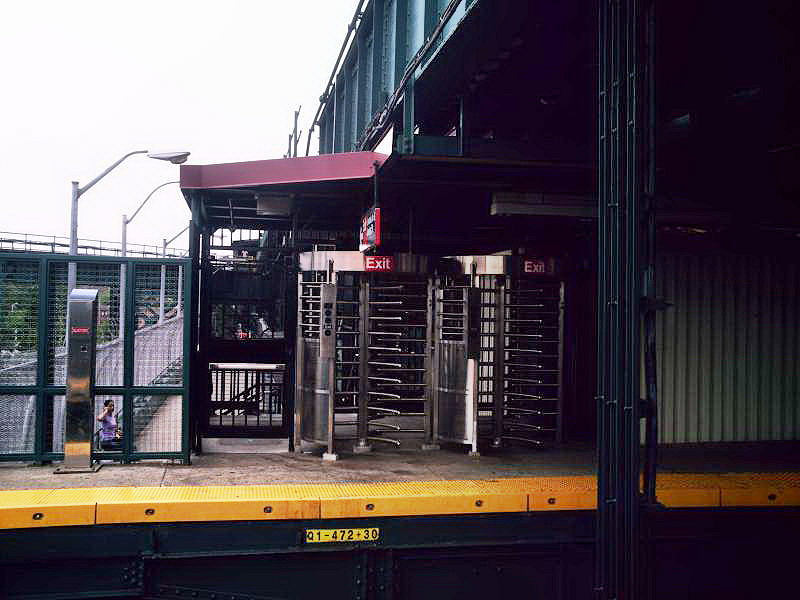
Турникетный павильон западной платформы
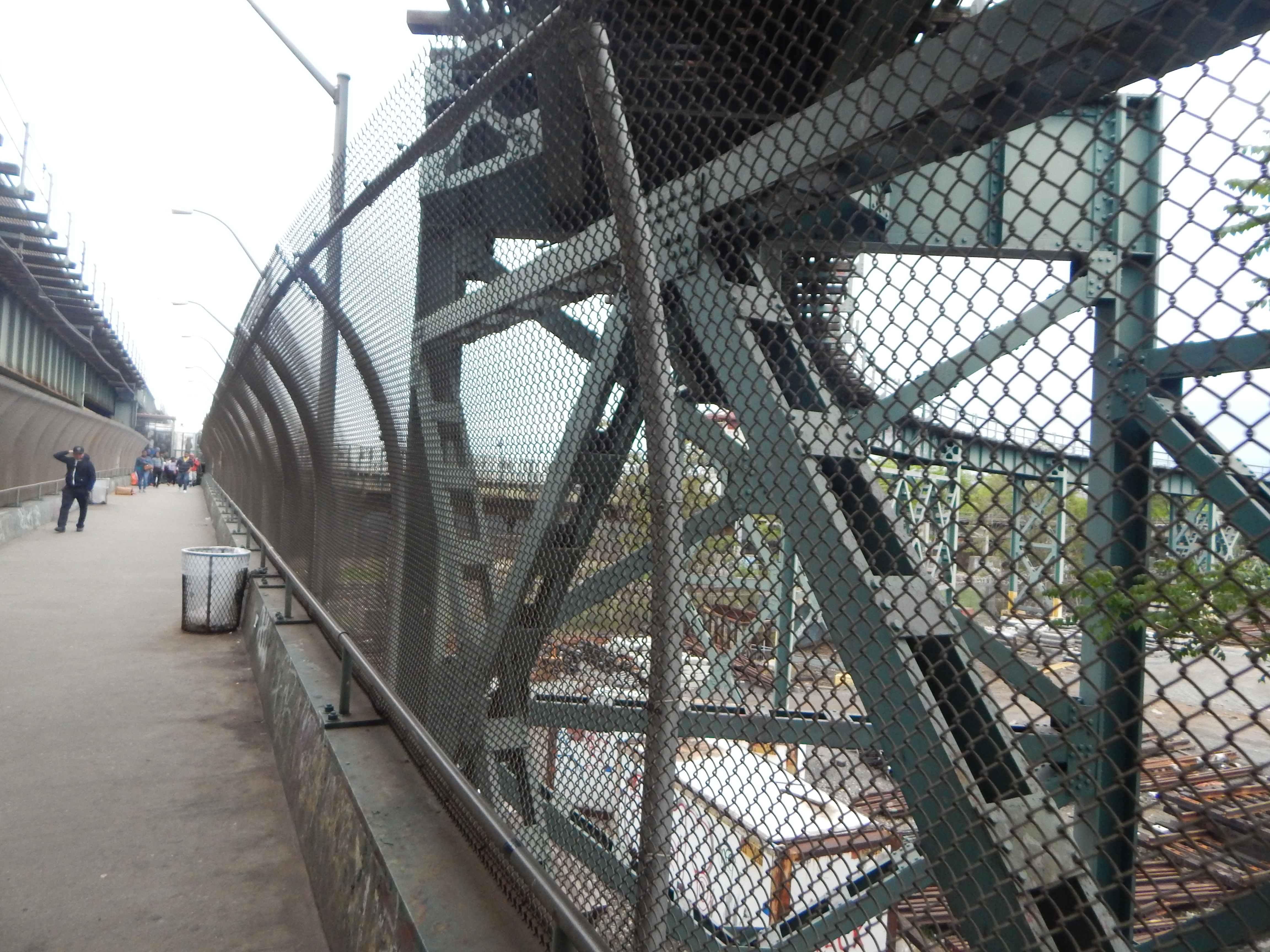
Мост, соединяющий две станции